# Säkerhetspolisen
La Säkerhetspolisen (« police de sécurité ») ou Säpo (prononcer sèpo) est le service de la sûreté de l'État de la Suède. Dépendant du Conseil national de la police suédoise, son nom entier est Rikspolisstyrelsens säkerhetsavdelning, RPS/SÄK (littéralement « département de sécurité du Conseil national de la police »).

## Activités
La Säkerhetspolisen est chargée de protéger l’État suédois par des activités policières de prévention et de détection des agressions contre la sécurité nationale. Son activité est divisée en cinq départements :
1. le contre-espionnage,
2. l'antiterrorisme,
3. la protection de la Constitution (par exemple fraude électorale et contre-subversion),
4. la protection des administrations centrales et des établissements publics, ainsi que des établissements privés d’intérêt national, et
5. la protection de la famille royale, du Premier ministre et du président du Riksdag.

## Organisation
La Säkerhetspolisen est un département du Conseil national de la police suédoise et dépend ainsi du ministère de la Justice. Cependant, elle a son propre conseil d'administration et son directeur général (également vice-directeur général du Conseil national de la police) et est soumise directement au gouvernement. 
Son siège à Stockholm est divisé en douze départements selon leur fonction :
1. administration
2. analyse
3. contre-espionnage
4. coordination internationale
5. documentation
6. lutte contre le terrorisme
7. protection de la Constitution
8. protection des administrations centrales, établissements publics et établissements d'intérêt national
9. protection des personnalités
10. reconnaissance et communication
11. ressources humaines
12. technique

Elle maintient également cinq bureaux régionaux à Göteborg, Luleå, Malmö, Uppsala et Örebro.

## Coopération avec les services de renseignement militaires
À strictement parler, le renseignement militaire est de la responsabilité des départements des forces armées suédoises : Militära Underrättelse- och Säkerhetstjänsten, MUST (« Agence de sûreté et renseignement militaire ») et {Försvarets radioanstalt, FRA (« Établissement des forces armées pour la radio »). Historiquement ces deux services et la Säpo ont été critiqués pour le mauvais fonctionnement de leur coopération. Mais la Säpo maintient des relations normales avec Totalförsvarets forskningsinstitut, FOI (« Institut de recherche des forces armées et civiles »).
Depuis les attentats du 11 septembre 2001 et l'assassinat d’Anna Lindh, il y a eu un rapprochement entre la « Säpo », MUST et FRA. Pendant les élections législatives de 2006, le Folkpartiet Liberalerna a proposé de réorganiser les services de sûreté et de renseignement dans une seule organisation, modelée sur le département de la Sécurité intérieure des États-Unis.

## Critiques
La Säpo a été critiquée pour son utilisation des registres de partisans de l'extrême gauche, ainsi que pour le manque de contrôle parlementaire du service secret. Après un débat sur la légalité et les résultats du maintien de ces registres, en 1996, la Säpo a été mise sous surveillance du Conseil de contrôle des registres (Registernämnden). Le conseil a commencé son activité en vérifiant tous les dossiers des registres, pour relever une dizaine de cas où le service a utilisé ses pouvoirs de manière abusive. En 2009, la tâche la plus importante du conseil est de statuer sur les demandes d'accès des particuliers à leur dossier.
C'était le département de protection des personnalités de la Säpo qui était responsable de la protection du Premier ministre Olof Palme lors de son meurtre en 1986. Palme, qui avait demandé de ne pas avoir de gardes du corps ce jour-là, a été abattu en pleine rue dans Stockholm. Les agents de police et les procureurs du département de protection de la constitution de la Säpo ont pris en charge l'enquête et l'instruction de l'affaire. Après l’acquittement de Christer Pettersson par la Cour de cassation en novembre 1989, les enquêteurs n’ont pas réussi à mener l'affaire au tribunal de nouveau. Le meurtre, ainsi que les scandales qui ont suivi — entre autres l’affaire Ebbe Carlsson, qui a impliqué l'ancien ambassadeur suédois à Paris, Carl Lidbom — suscite encore des reproches à l’encontre de la Säpo en 2008. L'assassinat de la ministre des affaires étrangères Anna Lindh en 2003 a relancé le débat.
Lors de la crise internationale des caricatures de Mahomet, le 10 février 2006, la Säpo a été accusée d'avoir fait fermer le site web du parti politique suédois Sverigedemokraterna, qui avait lancé un concours de caricatures de Mahomet sur son site. En effet, la Säpo ainsi que des fonctionnaires attachés au Ministère des Affaires étrangères avaient informé le FAI des risques liés à un tel concours. À la suite de ces renseignements, le fournisseur a lui-même pris la décision de fermer le site. La Säpo, qui peut dans certains cas définis dans la Constitution suédoise, agir contre la diffusion d'un site web, a été critiquée pour avoir agi en dehors de ses responsabilités, mais c'est  la ministre des Affaires étrangères et non le ministre de la Justice qui a dû quitter le gouvernement.